# Прусская митрополия
Пру́сская митропо́лия (греч. Μητρόπολη Προύσης, тур. Bursa Metropolitliği) — историческая епархия Константинопольской православной церкви в Малой Азии на побережье Мраморного моря с центром в городе Прусса (ныне Бурса в Турции). 
Граничит на севере с Никейской митрополией, на западе с Никомидийской, и Анкирской митрополией на востоке.
Епархия известна с 325 года, когда на тот период времени входила в состав Никомидийской митрополии.
В 1190 году выделена в отдельную митрополию.
В 1922 году, в связи с обменом греческим и турецким населением между Турцией и Грецией, кафедра прекратила своё существование и перешла в разряд титулярных.
В 2007 году к титулу митрополита прибавлен титул ипертима и экзарха всей Вифинии (греч. Ο Προύσης, υπέρτιμος και έξαρχος Βιθυνίας).

## Епископы
- Парфений (1655–1657)
- Гавриил (1657—1659)
- Дионисий (Вардалис) (1659—1662)
- Парфений (1662 — ранее 1665)
- Мелетий (1770-е)
- Анфим Бурсский (июль 1776 — †1807)
- Иоанникий Тырновский (август 1807 — июнь 1817)
- Панарет Никомидийский (июнь 1817 — апрель 1821)
- Герасим (Фридас) (апрель 1821 — сентябрь 1824)
- Никодим Бурсский[болг.] (сентябрь 1824 — июнь 1833)
- Анфим (Иоаннидис) (июнь 1833 — 1 апреля 1837)
- Хрисанф (Карамалис) (1 апреля 1837 — †1846)
- Константий (Калогерас)[болг.] (июнь 1846 — †21 февраля 1870)
- Никодим (Константинидис) (2 апреля 1870 — †22 января 1886)
- Нафанаил (Папаникас) (январь 1886 — 25 октября 1908)
- Дорофей (Маммелис) (25 октября 1908 — 6 марта 1921)
- Константин (Арабоглус) (10 февраля 1922 — 8 мая 1924)
- Никодим (Андреу)[болг.] (24 мая 1924 — †10 апреля 1935)
- Поликарп (Димитриадис) (28 января 1936 — †16 августа 1953)
- Дионисий (Псиахас) (21 июля 2003 — 6 января 2008)
- Елпидифор (Ламбриниадис) (20 марта 2011 — 11 мая 2019)
- Кирилл (Сикис), епископ Эрифрский (май 2019 — 25 марта 2021) в/у
- Иоаким (Биллис) (с 25 марта 2021)